# Synagogue d'Ihringen(1864-1938)

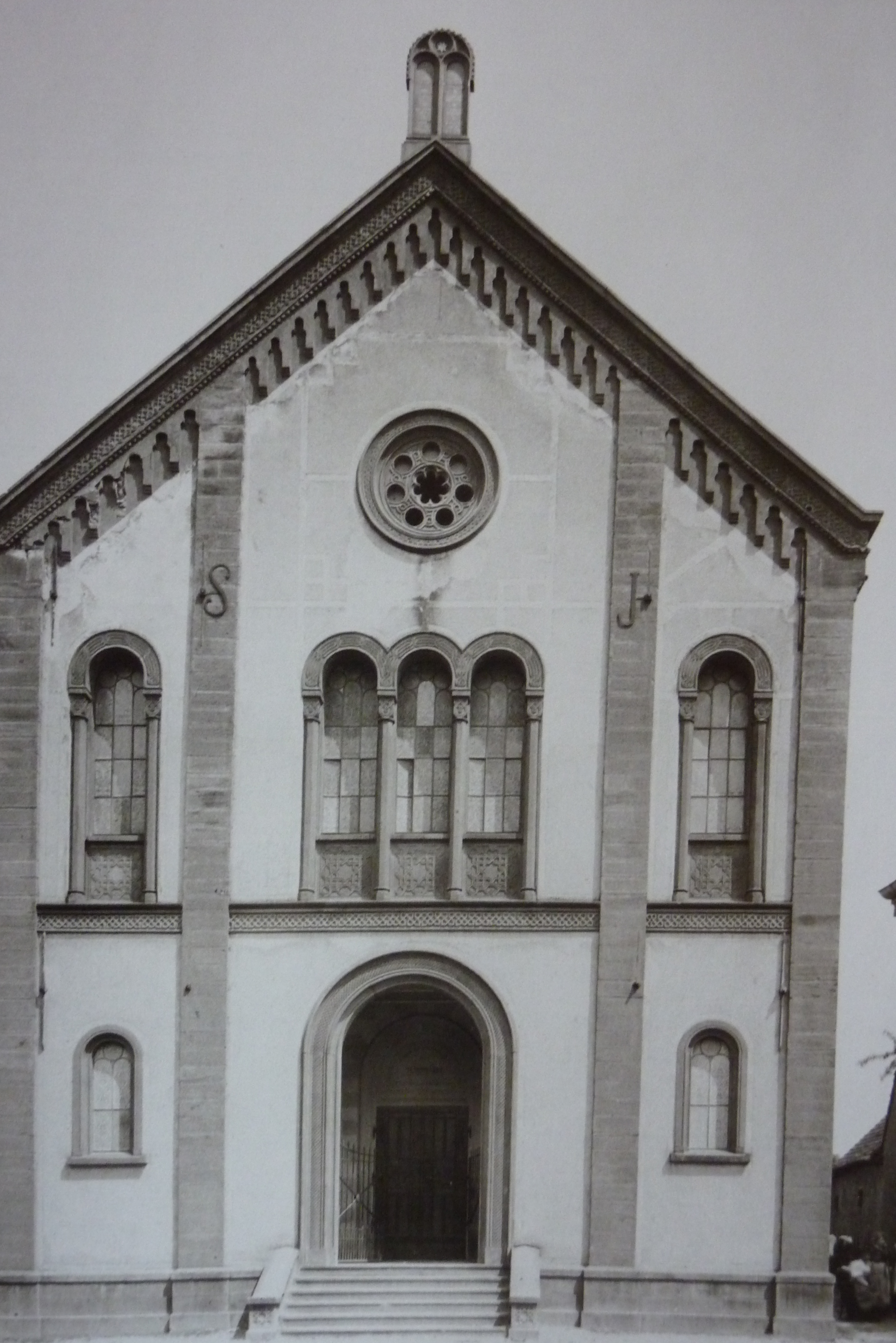
La synagogue vers 1885

La synagogue d'Ihringen, inaugurée en 1864 a été détruite par les nazis lors de la nuit de Cristal en novembre 1938 comme la majorité des synagogues et lieux de culte juif d'Allemagne et d'Autriche.
Ihringen est une commune du Bade-Wurtemberg (Allemagne), située dans l'arrondissement de Brisgau-Haute-Forêt-Noire, dans le district de Fribourg-en-Brisgau. Située à 20 km au nord-ouest de Fribourg-en-Brisgau et à 6 km de Vieux-Brisach et de la frontière française, la ville compte actuellement un peu plus de 6 000 habitants.

## Histoire de la communauté juive

### La communauté jusqu'à l'avènement du nazisme
Une communauté juive existe à Ihringen depuis le début du XVIIIe siècle. Les premiers Juifs sont admis vers 1716. En 1721, il y a sept familles juives dans la région et en 1743, 12 familles.
En 1801, la communauté juive compte 83 personnes. Le plus grand nombre de résidents juifs est atteint vers 1857 avec 263 personnes. Du point de vue religieux, les Juifs d'Ihringen dépendent de la communauté juive de Brisach, ville distante de 6 km qui possède son propre rabbin depuis 1710. En 1885, le siège rabbinique est transféré à Fribourg-en-Brisgau, située à 20 km. Au XIXe siècle, les familles juives vivent principalement du commerce du bétail et du tissu.
La communauté juive possède une synagogue, une école juive (école primaire juive de 1835 à 1876), un mikvé (bain rituel) dans un bâtiment situé devant la synagogue, et un cimetière. Un enseignant est employé pour s'occuper des tâches religieuses de la communauté, et occupe aussi le poste d'officiant et de shohet (abatteur rituel). Parfois, la communauté fait appel à deux personnes, un enseignant et un officiant-shohet. L'officiant-shohet Karl Marx a occupé le poste pendant plus de 55 ans, de 1869 jusqu'à sa mort en 1924 à 79 ans.
En 1838, Michael Gombrich, enseignant à Sulzburg est nommé enseignant à Ihringen en remplacement de Ladenburger qui lui est nommé à Sulzburg. Michael Gombrich va enseigner à Ihringen de 1838 à 1854, avant d'être nommé à Schmieheim où il décèdera en 1881. En 1855, le poste d'enseignant est attribué à Heinrich qui enseignait auparavant à Billigheim.
Lors de la Première guerre mondiale, la communauté juive perd au front deux de ses membres: Siegfried Bloch et Julius Weil, dont les noms figurent sur le mémorial des morts de la Première Guerre mondiale devant l'église locale.
Vers 1925, alors qu'il y a encore 125 résidents juifs (soit 3,7 % de la population totale d'environ 3 400 habitants), les dirigeants de la communauté sont: Maier Mayer, Hermann Weil et Heinrich Weil. Parmi les associations caritatives juives, on a la Israelitische Männer-Krankenverein (Association des hommes israélites contre la maladie), fondée en 1830, avec pour objectifs le soutien aux membres en cas de maladie et de deuil, avec 34 membres en 1932; la Israelitische Frauenverein (Association des femmes israélites), avec environ 30 membres en 1925 et une Ortsarmenkasse (fonds local pour les pauvres) dont l'objectif est de soutenir les résidents locaux et les personnes de passage. En 1932, les dirigeants de la communauté sont Maier Mayer, Salomon Weil et Gustav Judas. Erich Kahn est l'enseignant et le hazzan, jusqu'à son transfert à Randegg en 1935. Il donne une instruction religieuse à six enfants juifs qui sont alors encore en âge d’être scolarisés. Erich Kahn sera déporté en 1941 avec sa femme à Riga où ils seront assassinés.

### La périodenazieet laShoah
En 1933, à l'arrivée au pouvoir d'Hitler, 98 Juifs vivent encore à Ihringen. Parmi eux, il y a neuf marchands de bétail, deux marchands de chevaux et un boucher, ainsi que plusieurs magasins de textile possédés par des Juifs, et divers magasins et entreprises d'une grande importance pour la vie économique locale.
Après 1933, les Juifs ressentent rapidement les représailles, l'oppression croissante et les conséquences du boycott économique. En 1934, le marchand de textile Karl Bernheim est placé en garde à vue pour avoir fait des remarques sur la baisse croissante de la qualité des textiles. Leo Weil est incarcéré à la prison de Fribourg-en-Brisgau pour propagande d'atrocités. Il a décrit la situation dans le pays dans une lettre privée qui apparemment a été interceptée. Les marchands de bétail doivent abandonner leur activité en 1935. En 1936, les écoliers juifs sont expulsés de l’école primaire publique et doivent désormais fréquenter l’école juive de Fribourg-en-Brisgau.
Lors de la nuit de Cristal en novembre 1938, la synagogue est incendiée. Environ un tiers des Juifs d'Ihringen réussissent à émigrer aux États-Unis, en Suisse, aux Pays-Bas, en Palestine et dans d'autres pays. Certains déménagent dans des grandes villes allemandes comme Francfort espérant être plus à l'abri. Le 22 octobre 1940, 15 Juifs sont déportés d'Ihringen vers le camp de Gurs en France.
Le mémorial de Yad Vashem de Jérusalem et le Gedenkbuch - Opfer der Verfolgung der Juden unter der nationalsozialistischen Gewaltherrschaft in Deutschland 1933-1945 (Livre commémoratif – Victimes des persécutions des Juifs sous la dictature nazie en Allemagne 1933-1945) répertorient 68 habitants nés, ou ayant vécu longtemps à Ihringen parmi les victimes juives du nazisme.

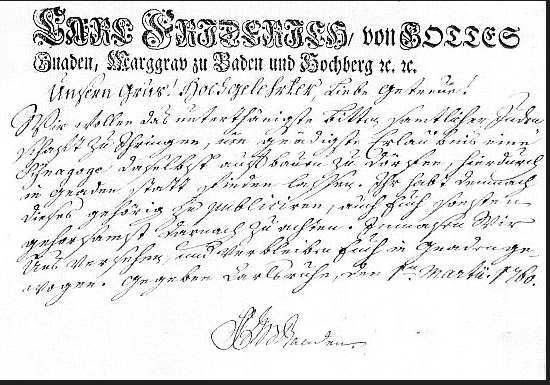
Document écrit par le margrave en 1760 pour autoriser la construction d'une synagogue

## Histoire de la synagogue

### La première synagogue
En 1738, une salle de prière est aménagée dans une maison juive privée appartenant à Marx Geißmar et, ultérieurement à sa veuve. En 1759, la maison avec la salle de prière est vendue à Matthis Jakob, un citoyen d'Ihringen, ce qui oblige la communauté juive à aménager une nouvelle salle de prière. La communauté juive demande alors aux autorités l'autorisation de construire une synagogue. Le 1er mars 1760, le margrave Charles 1er de Bade autorise la construction de la synagogue de Ihringen en signant de sa propre main. Elle est construite sur un terrain mis gracieusement à disposition par Jacob Geismar.
La première synagogue va servir pendant des décennies, mais va se détériorer progressivement. En 1826, il est évident que la synagogue « a besoin d'une réparation complète en raison de la fente entre deux murs ». La salle est également trop petite pour les femmes. En mars 1826, un comité de construction est formé, composé de MM. Salomon Geismar, Hirschel Bloch, Philipp Kahn et Herz Günzburger, qui doit réfléchir à l'agrandissement de la synagogue. Cependant, les experts en bâtiment consultés déconseillent fortement son agrandissement en raison d'un risque d'effondrement de l'ancien bâtiment. La décision est alors prise de construire une nouvelle synagogue. Seligmann Geismar propose gratuitement un terrain à bâtir, mais celui-ci s'avère trop petit. Finalement, un terrain extrêmement bien situé sur la Bachenstrasse, avec une cour et un jardin attenant est trouvé sur lequel pourra être construite une nouvelle synagogue.
Les années passant, la nécessité de prendre une décision de construction rapide devient de plus en plus impérative car en 1842, l'ancienne synagogue est décrite comme « depuis longtemps totalement délabrée » et « déjà à moitié trop petite ». Il n'y a de la place que pour un tiers des femmes juives mariées d'Ihringen, alors que selon les règlements du Grand-duché de Bade de 1824, les femmes ainsi que les filles doivent assister aux offices religieux. Les résolutions nécessaires sont adoptées lors de plusieurs réunions communautaires. En février 1842, la majorité des membres de la communauté acceptent la vente anticipée de l'emplacement de l'ancienne synagogue, afin de disposer le plus rapidement possible d'un fonds pour la construction, et ainsi de ne pas devoir contracter un emprunt trop important. Cela permit de récolter 4 400 florins en deux ans. La municipalité approuve également la construction en juin 1842.

### La nouvelle synagogue
Il faudra néanmoins encore près de 20 ans avant que la nouvelle synagogue soit construite. Les plans et le devis pour la construction de la nouvelle synagogue sur la Bachenstrasse (directement à l'intersection de l'actuel Schulweg, inexistant à l'époque, et le  15 et 17 de la Bachenstrasse.) sont réalisés par l'architecte fribourgeois Georg Jakob Schneider. Celui-ci, professeur à l'école des arts et métiers de Fribourg, a déjà construit plusieurs autres synagogues dans la région, dont celle de Kippenheim (1850-1851) et celle de Müllheim (1851-1852), et agrandi et modifié celle de Rust (1853) et celle de Schmieheim (1843). En juillet 1861, à la demande du Conseil supérieur des Israélites de Bade, les plans sont examinés par l'officier supérieur du bâtiment Friedrich Theodor Fischer à Karlsruhe. Le 18 mars 1862, le gouvernement du district du Rhin supérieur approuve les plans après modification. Le coût estimé de la construction s'élève à 13 338 florins. La nouvelle synagogue est achevée en 1863-1864. Il n'y a aucune information sur la date exacte de l'inauguration. En mai 1864, la communauté juive demande l’autorisation de démolir l’ancienne école située devant la synagogue nouvellement construite.

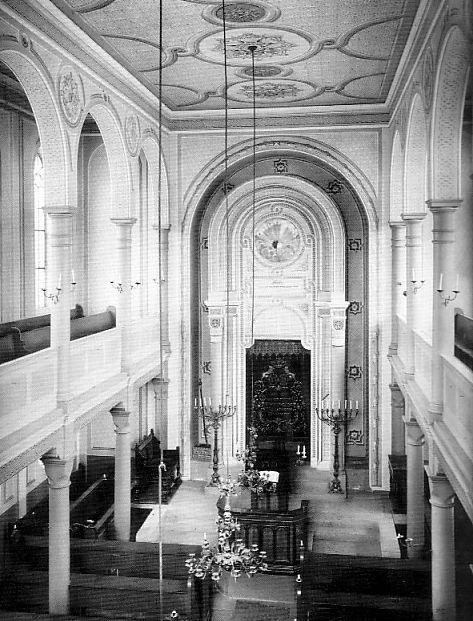
Intérieur de la synagogue

La façade de la nouvelle synagogue se présente, selon la description de Carmen Ziwes: 
« ...comme un bâtiment en trois parties sur deux niveaux. Les deux parties latérales plus étroites sont séparées d'une large partie centrale par des lésènes. Les lésènes, soulignées par des pierres colorées, percent la corniche séparant les étages et donnent ainsi à la façade une orientation verticale. Dans la partie centrale se trouve l'entrée, surélevée de six marches, sous la forme d'un simple portail en plein cintre, presque classique. Le vestibule qui se trouve derrière mène à la porte proprement dite. Une inscription en hébreu et en allemand dans la partie voûtée indique « Voici la porte du Temple de l'Éternel »…La façade anticipe sur l'intérieur dans ses éléments essentiels. Celui-ci est également divisé en trois parties et comporte deux niveaux. Les deux parties latérales plus étroites sont séparées d'un espace central plus large par des colonnes qui soutiennent les galeries des femmes…Les bancs de la pièce principale de la synagogue, qui selon le plan de construction doivent pouvoir accueillir 72 hommes et environ 35 à 40 garçons, sont disposés autour de la bimah surélevée. Derrière celle-ci, encore légèrement surélevée, se trouve l'Arche Sainte (Aron haKodesh)..., qui est ornée d'une architecture en arc de cercle richement décorée... Directement au-dessus du rideau de la Torah, les Tables de la Loi sont fixées dans un panneau mural, au-dessus duquel se trouve une autre plaque d'inscription ainsi qu'une fenêtre en plein cintre à vitrage coloré. Le plafond plat de la salle de la synagogue s'inspire de l'ornementation de la galerie et de l'Aron haKodesh. Au moins trois chandeliers y sont suspendus, pour éclairer la synagogue des hommes. La galerie devait offrir 72 places aux femmes. »
En 1927, grâce en particulier aux dons d'anciens Juifs d'Ihringen, les frères Maier, Hermann et Isaak Weil, vivant en Amérique, et qui ont assumé la majorité des coûts de 10 000 marks, la synagogue est entièrement rénovée. Elle est réinaugurée en août 1927. Elle est considérée comme une des plus belles synagogues des petites communautés juives. En 1928, l'inauguration d'un nouveau rouleau de Torah par le rabbin de district le Dr. Zimels de Fribourg est l'occasion d'une grande fête pour toute la communauté.
La synagogue est le centre cultuel, culturel et social de la communauté juive jusqu'à sa destruction
Lors de la nuit de Cristal, le 10 novembre 1938, la synagogue est détruite. Les Juifs d'Ihringen sont rassemblés par des SS tout d'abord dans la cour de la mairie avant d'être conduits sur la place devant leur synagogue, où ils sont insultés et doivent assister à l'incendie de leur lieu de culte. Là, un directeur du lycée d'Emmendingen, un nazi fanatique, prononce un discours injurieux.

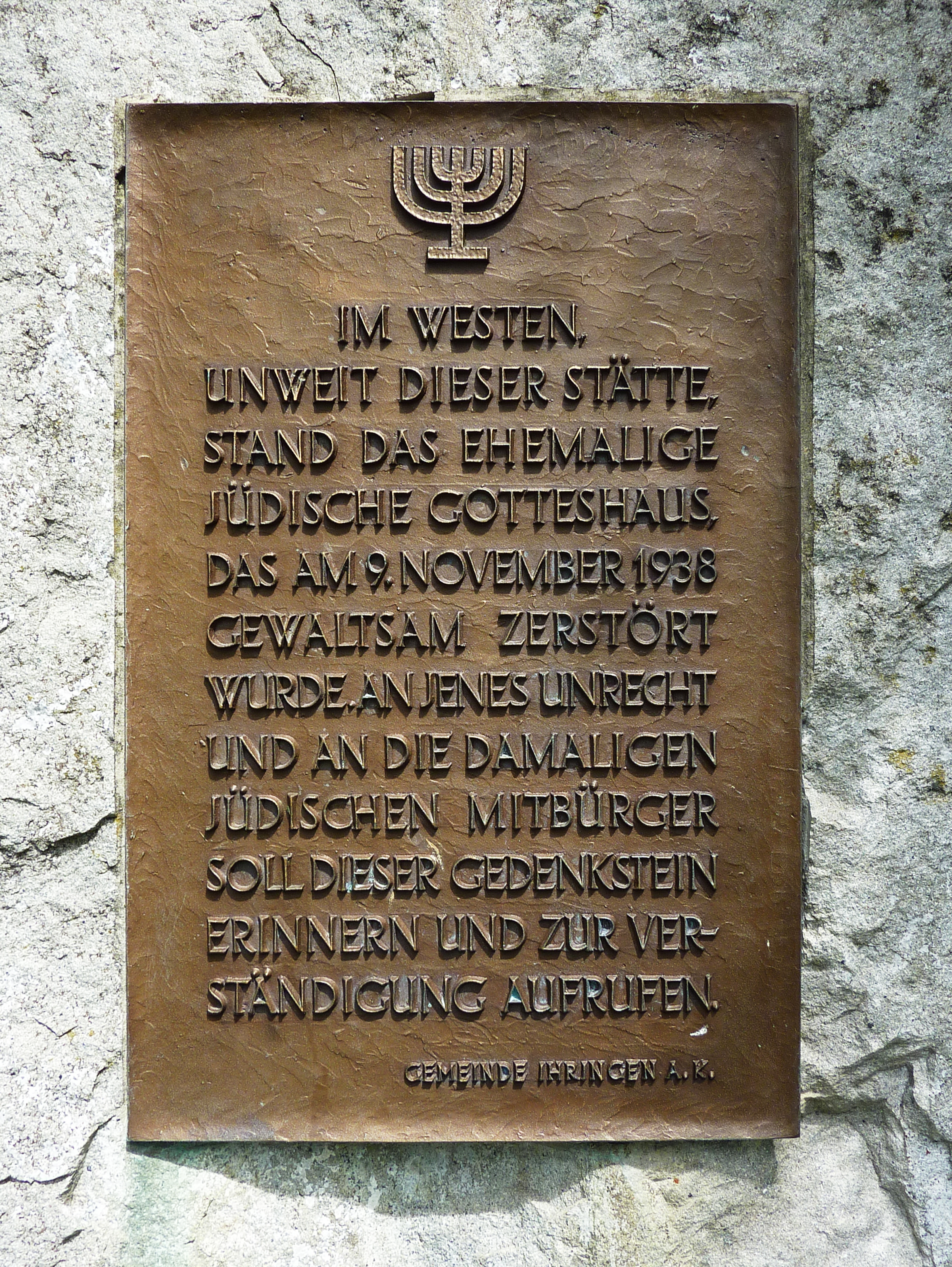
Le mémorialpour la synagogue détruite

### Mémorial
En 1980, une pierre commémorative est érigée non loin de l'emplacement de la synagogue détruite avec une plaque en bronze sur laquelle est gravée un texte en allemand:
« Im westen Unwelt dieser stättee, stand das ehemalige jüdische Gotteshaus
das am 9 November 1938 gewaltsam zerstört wurde.
An jenes Unrecht und an die damaligen jüdischen Mitbürger soll dieser Gedenkstein erinnern
und zur Verständigung aufrufen
Gemeinde Ihringen A.K
(Á l'ouest de ce site se trouvait l’ancienne maison de Dieu juive
qui fut violemment détruite le 9 novembre 1938.
Cette pierre commémorative est destinée à commémorer cette injustice
ainsi que nos concitoyens juifs de l'époque et à appeler à la compréhension
Commune d'Ihringen) »
Il y a quelques années, la pierre commémorative a été déplacée de l'autre côté du Schulweg à environ 150 m de l'emplacement de la synagogue détruite, dans un lieu mémoriel aménagé sur la « Synagogenplatz ». Depuis avril 2009, une autre pierre commémorative mentionne les noms de Juifs d'Ihringen assassinés pendant la période nazie.